# Droga wojewódzka 602
Die Droga wojewódzka 602 (DW602) ist eine acht Kilometer lange Droga wojewódzka (Woiwodschaftsstraße) in der Woiwodschaft Pommern in Polen. Die Strecke in den Powiaten Sztumski und Kwidzyński verbindet drei weitere Woiwodschaftsstraßen.
Die Straße zweigt sechs Kilometer westlich von Sztum (Stuhm) von der Woiwodschaftsstraße DW603 ab, die zur Weichsel führt und verläuft in südlicher Richtung durch Wygoda (Ehrlichsruh) nach Benowo (Bönhof). Von dort führt die abzweigende DW606 weiter nach Südwesten. Die DW602 verläuft in südlicher Richtung nach Mątowskie Pastwiska (Montauerweide), wo sie die Woiwodschaftsstraße DW525 erreicht.

## Streckenverlauf
Woiwodschaft Pommern, Powiat Sztumski
-  nördlich Wygoda (DW603)
- Wygoda

Woiwodschaft Pommern, Powiat Kwidzyński
-  Benowo (DW606)
-  Mątowskie Pastwiska (DW525)